# F2: Chasing the Dream
F2: Chasing the Dream es una serie documental producida por Formula One Management, como resultado del éxito de la serie documental de Netflix, Formula 1: Drive to Survive. La serie retrata el detrás de escenas del Campeonato de Fórmula 2 de la FIA.
La primera temporada cubrió la temporada 2019, y fue lanzada exclusivamente para el canal de streaming F1 TV el 2 de enero de 2020. La segunda temporada cubrió la temporada sucesora, que fue lanzada el 1 de febrero de 2021.

## Episodios

### Temporada 1
| N.º     | Título       | Fecha de publicación |
| ------- | ------------ | -------------------- |
| 1       | «Episodio 1» | 2 de enero de 2020   |
| 2       | «Episodio 2» | 2 de enero de 2020   |
| 3       | «Episodio 3» | 2 de enero de 2020   |
| 4       | «Episodio 4» | 2 de enero de 2020   |
| 5       | «Episodio 5» | 2 de enero de 2020   |
| Fuente: |              |                      |

### Temporada 2
| N.º     | Título                                       | Fecha de publicación |
| ------- | -------------------------------------------- | -------------------- |
| 1       | «A Slow Start» «Un inicio lento»             | 1 de febrero de 2021 |
| 2       | «The New Order» «Del nuevo orden»            | 1 de febrero de 2021 |
| 3       | «Staking A Claim» «Los candidatos al título» | 1 de febrero de 2021 |
| 4       | «Return to Spa» «Retorno a Spa»              | 1 de febrero de 2021 |
| 5       | «Racing DNA» «ADN de carreras»               | 1 de febrero de 2021 |
| 6       | «A New Champion» «Un nuevo campeón»          | 1 de febrero de 2021 |
| Fuente: |                                              |                      |

### Temporada 3
| N.º     | Título                                                 | Fecha de publicación |
| ------- | ------------------------------------------------------ | -------------------- |
| 1       | «Year of the Tiger» «Año del tigre»                    | 1 de marzo de 2022   |
| 2       | «Street Fighters» «Luchadores callejeros»              | 1 de marzo de 2022   |
| 3       | «F1 or Bust!» «¡F1 o nada!»                            | 1 de marzo de 2022   |
| 4       | «Not Bad... for a Rookie» «No está mal para un novato» | 1 de marzo de 2022   |
| 5       | «The New Generation» «La nueva generación»             | 1 de marzo de 2022   |
| 6       | «Destined for Greatness» «Destinados a la grandeza»    | 1 de marzo de 2022   |
| Fuente: |                                                        |                      |

### Temporada 4
| N.º      | Título                                                         | Fecha de publicación   |
| -------- | -------------------------------------------------------------- | ---------------------- |
| 1        | «Back to school» «Retorno a la escuela»                        | 15 de agosto de 2022   |
| 2        | «The Boy from Brazil» «El niño de Brasil»                      | 15 de agosto de 2022   |
| 3        | «The Magic City» «La ciudad mágica»                            | 26 de agosto de 2022   |
| 4        | «Five Margins» «Márgenes estrechos»                            | 13 de octubre de 2022  |
| 5        | «Dutch Passion» «Pasión holandesa»                             | 26 de octubre de 2022  |
| 6        | «Campeão!» «Campeão!»                                          | 2 de noviembre de 2022 |
| 7        | «We leave fear in the drawer» «Dejarmo' El Miedo En La Gaveta» | 9 de noviembre de 2022 |
| Fuentes: |                                                                |                        |